# یلوه آفریقایی
یلوه آفریقایی (نام علمی: Crex egregia) نام یک گونه از تیره یلوگان است.